# 营业税
营业税（英語：Sales tax）是流转税制裡的一个税种，其课税范围和纳税依据可以是商品生产、商品流通、转让无形资产、销售不动产、提供应税劳务或服务等等的营业额，特殊情况下也有不计价值而按商品流通数量或者服务次数等计税的。
营业税涉及范围广，因而税源充足；且以营业额作为课税对象，实行简单的比例税率，税收收入不受纳税人营运成本、费用高低的影响，纳税人难于转嫁税负，使计税和征收方法简便直接，极具直接税的特征。
在商品的生产和流通中，在最终到达商品的消费和使用者手中之前，其所经过的环节越多，各环节所累计的营业额也越多，这就使按营业额计收的营业税有可能成为商品成本的主要增长因素。所以，在不同国家或同一国家不同的历史时期，营业税的课税范围是有所不同或有所变动的，如商品生产和流通及劳务服务等，不再征收营业税，而以在流通环节税负较低的增值税代之。

## 中華民國的營業稅

### 初頒營業稅法
民國初期，中國營業稅之課徵，係沿襲清末之釐金、牙稅、當稅、屠宰稅、鹽稅、酒稅，及新創立之菸酒特許牌照稅、特種營業稅與普通商業牌照稅所構成。民國20年（1931年）乃根據各種大綱辦法細則，制定營業稅法13條，於同年6月13日公布施行，各省亦先後將所擬營業稅徵收章程報財政部核准，呈請行政院備案，中國一般營業稅於焉誕生。同時，將各省原有牙稅、當稅、屠宰稅等，依照原有稅率改課營業稅，故當時有普通營業稅、牙行營業稅、典當營業稅及屠宰營業稅等之分別。

### 一般稅額（加值型營業稅）
```
加值型營業稅 ＝ ( 銷項發票金額 - 進項發票金額 ) * 稅率%
```

現行稅率為 5%。每兩個月為一期申報一次，適用零稅率之營業人得另申請每月申報。可使用紙本申報(401、403)或使用軟體電子申報。

### 特種稅額（非加值型營業稅）
```
非加值型營業稅 ＝ 銷項金額 * 稅率 %
```

特種行業適用。適用行業包括小規模營業人、銀行業、保險業、證券業、夜總會、有娛樂節目之餐飲店、酒家。依照行業與業務不同，稅率為0.1%~25%

## 中華人民共和國的營業稅
中华人民共和国的营业税主要根据《营业税暂行条例》征收，課稅税目包括建筑业、文化体育业、金融保险业、服务业、土地及自然资源转让、销售不动产以及娱乐业。

### 税率
建筑业、文化体育业：3%。

金融保险、服务业、不动产及无形资产转让：5%。（已纳入营改增的交通运输业、电信业征收增值税）

娱乐业：根据地方不同情况执行5%-20%的浮动税率。

### 废止
2016年5月1日起，营业税取消，中国大陆地区所有行业所有企业均按照增值税标准征收增值税。新增值税的税收额度由中央和地方各享有一半。

## 參看
- 級聯稅
- 毛額型銷售稅、交易稅、轉手稅（turnover tax）
- 消費稅
- 增值税 (中华人民共和国)

## 外部連結
- 財團法人中華民國稅務基金會－兩稅合一 （页面存档备份，存于）